# Nová Kaledonie
Nová Kaledonie (francouzsky Nouvelle-Calédonie) je francouzské zámořské území v Tichém oceánu. Má rozlohu 18 576 km² a v roce 2020 zde žilo přes 271 000 obyvatel. Hlavním městem je Nouméa. Oficiálním jazykem je francouzština, ale široce se využívá melanéština a některá polynéská nářečí.

## Název
Ostrov pojmenoval podle starého latinského označení severní části Velké Británie, tj. Kaledonie.

## Dějiny

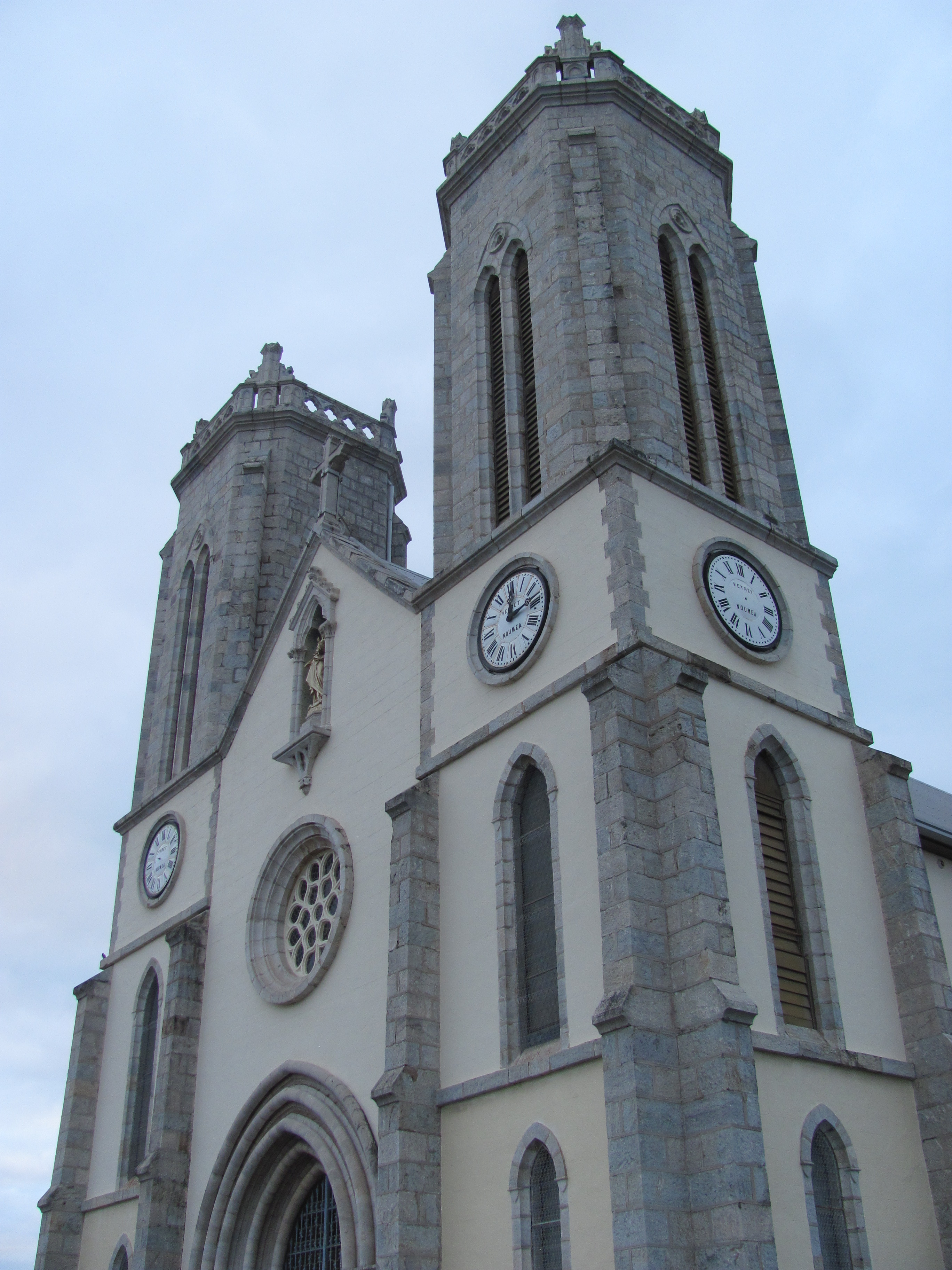
Katedrála sv. Josefa v Nouméa

Původní obyvatelstvo ostrovů tvořili Melanésané. Ostrov Nová Kaledonie objevil v roce 1774 při své druhé plavbě James Cook. V roce 1853 ostrov na přímý rozkaz císaře Napoleona III. anektovala francouzská armáda a o rok později bylo založeno pozdější hlavní město Port-de-France (dnešní Nouméa). Francouzi začali využívat území jako trestaneckou kolonii a do roku 1897 sem bylo posláno na 22 000 trestanců. Mnozí z nich byli bývalí komunardi, kteří byli zatčeni po porážce Pařížské komuny (mezi nejznámější vězně patřili Victor Henri Rochefort či Louise Michelová). V roce 1864 byl na ostrově objeven nikl a to zapříčinilo příliv pracovní síly z okolních francouzských kolonií. Přistěhovalci přinesli s sebou i nemoci jako spalničky či neštovice, které zapříčinily úmrtí téměř poloviny původního obyvatelstva ostrova.
Po porážce Francie nacistickým Německem v roce 1940 se místní úřady přihlásily ke Svobodné Francii a od roku 1942 sloužil ostrov jako významná základna Spojenců. Od roku 1946 se stala Nová Kaledonie francouzským zámořským územím a v roce 1953 bylo všem místním obyvatelům nehledě na původ přiděleno francouzské občanství. Rostoucí produkce niklu lákala na ostrov stále více Evropanů a Polynésanů, takže se původní Melanésané stali menšinou.
V září 1987 proběhlo na ostrově referendum o případné nezávislosti Nové Kaledonie, na referendum byl ale odmítnut přístup pozorovatelům OSN. Hlavní politické strany bojující za nezávislost proto referendum bojkotovaly, které tak skončilo výsledkem 98,3 % pro setrvání pod francouzskou správou. V dubnu 1988 napětí kumulovalo únosem 34 místních francouzských policistů a vojáků. Únosci požadovali dialog s francouzskou vládou o nezávislosti ostrova. Francie označila únosce za teroristy a poslala speciální jednotky osvobodit unesené. Výsledkem bylo 19 mrtvých únosců a 2 mrtví na straně zásahových jednotek.
Situace se uklidnila až po podepsání Matignonské smlouvy v červnu 1988, která byla kompromisem mezi separatisty a francouzskými loajalisty a odložila otázku nezávislosti na přesně 10 let. Ostrov získal značnou autonomii. V roce 1998 byla oběma stranami podepsána Nouméaská smlouva, která určila přechodné období vedoucí k nezávislosti na 20 let. Smlouva byla schválena místním obyvatelstvem v referendu téhož roku (71,9 % oprávněných voličů volilo pro schválení smlouvy). V dalším referendu o nezávislosti 4. listopadu 2018 hlasovalo 56,4 % hlasujících pro zachování dosavadního stavu. Další referendum se konalo 4. října 2020, jeho výsledkem bylo 53,26 % hlasů pro zachování stávajícího stavu.
V květnu 2024 vypukly v zemi nepokoje, když změna místní ústavy umožnila Francouzům žijícím v Nové Kaledonii alespoň deset let hlasovat v místních volbách. Podle kritiků to má oslabit vliv domorodých Kanaků. Nepokoje si během několika dní vyžádaly několik obětí na životech a stovky zraněných.

## Symboly
Nová Kaledonie, francouzské závislé území, užívá vedle francouzských symbolů i své vlastní.

### Vlajka
Od roku 2010 je možno, společně s francouzskou vlajkou, užívat i druhou vlajku Nové Kaledonie. Tato vlajka je tvořena listem o poměru stran 1:2 se třemi vodorovnými pruhy: modrým, červeným a zeleným. V žerďové polovině listu je žluté, černě lemované, kruhové pole o průměru 2/3 šířky a se středem v první třetině délky listu. Do žlutého pole vyrůstá z jeho dolního okraje černý střešní hrot s ulitou „tutut” na vrcholu.

## Geografie

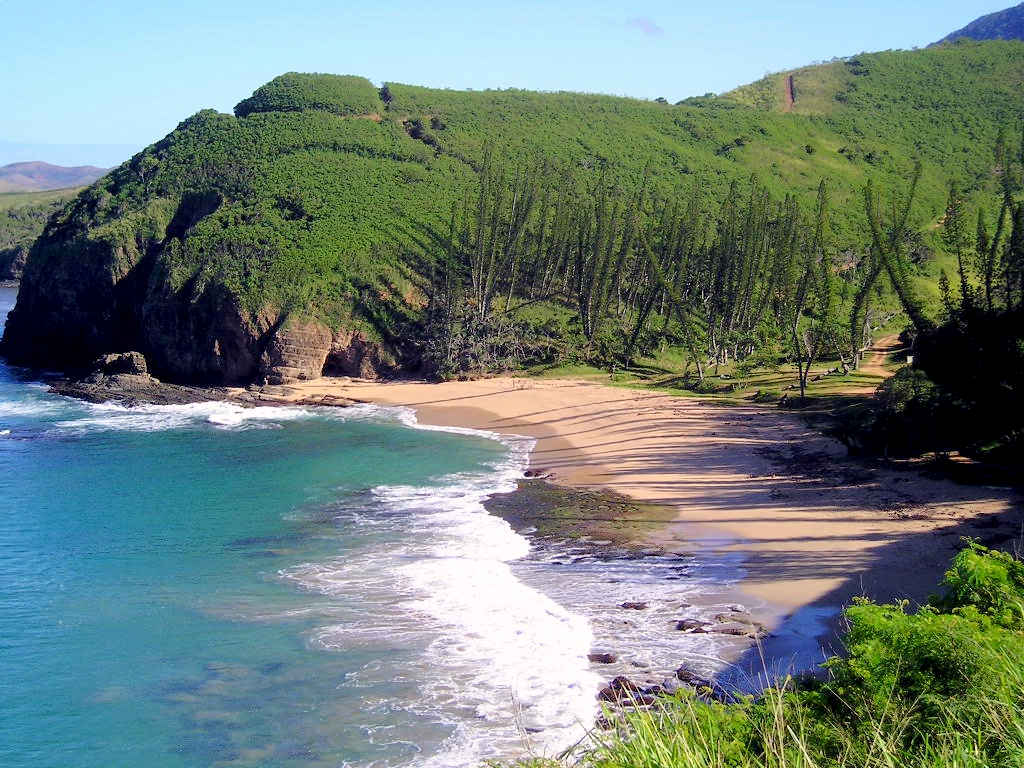
La Baie des Tortues

Novou Kaledonii tvoří skupina ostrovů v jihovýchodní Melanésii. S rozlohou 18 576 km² je 4,2× menší než Česká republika. Hlavní ostrov Nová Kaledonie, nazývaný také Grande Terre (velká země), zaujímá 90 % rozlohy země a leží 1 270 km severovýchodně od pobřeží Austrálie. Mezi další ostrovy a souostroví patří:
- Île des Pins (doslova Borovicový ostrov)
- ostrovy Loyauté, zejména Ouvéa, Lifou a Maré
- útesy Bellone
- skupina ostrovů okolo ostrova Huon
- Chesterfieldské ostrovy (11 neobydlených ostrovů, rozloha celkem 11,4 km² s ložisky guána)

## Přírodní podmínky
Podnebí je tropické s ročním úhrnem srážek cca 2500 mm v nižších polohách, na horách 2000 až 4000 mm. Hojnější srážky jsou od prosince do dubna. Průměrné teploty se pohybují mezi 18 a 23 °C.
Dlouhá izolace ostrova (nepřetržitě od druhohor) a pestré geologické podmínky zde daly vzniknout unikátní biotě, především po botanické stránce je Nová Kaledonie jedním z nejpozoruhodnějších regionů na Zemi. Ze zhruba 2700 druhů rostlin je asi 90 % endemických, nevyskytuje se tedy nikde jinde na planetě. Význačné je především množství evolučně starobylých prvků, jako je výskyt nejstarší krytosemenné rostliny Amborella trichopoda nebo množství nahosemenných rostlin, především jehličnanů: z 19 druhů blahočetu jich zde roste 13, všechny jsou místními endemity. Pouze zde se lze setkat s jediným známým parazitickým jehličnanem Parasitaxus usta či se zástupcem rodu jihotis (Austrotaxus). Existuje zde celkem pět endemických čeledí rostlin. Z endemických živočišných druhů se na ostrovech Grande Terre a Maré vyskytuje vrána novokaledonská známá svou vysokou inteligencí. 
Hlavním vegetačním typem jsou tropické deštné lesy, které ve vysokých polohách hor přecházejí v mlžné lesy se stromovými kapradinami a jehličnany. Na suchém jihu ostrova převládají xerofilní křoviny. Významným faktorem je výskyt toxických ultramafických půd a serpentinitů.

## Obyvatelstvo
V roce 2012 původní melanéští Kanakové tvořili 45 % (a na podzim 2018 už pouze 39 %) obyvatel, Francouzi necelých 35 % (novokaledonští Francouzi mluví většinou vedle francouzštiny též jazykem bichelamar, tj. francouzským pidginem, zatímco metropolitní – ti z Francie – francouzsky). Polynésané z Wallisu a Futuny 12 %, Tahiťané a další Polynésané z Francouzské Polynésie 4,5 %, dále Vietnamci a též Indonésané (hlavně Jávánci), kteří tvoří muslimskou minoritu. Muslimové představují celkem 4,5–5 % obyvatel, většina, konkrétně 59 % obyvatel jsou římští katolíci, 17 % protestanti a ostatní další křesťané. Mezi domorodými Kanaky okrajově přežívají zbytky původních domorodých kultů.

## Těžba niklu
Na ostrovech probíhá těžba niklu a kovových rud s příspěvkem kobaltu a železa. Zejména jižní cíp hlavního ostrova (Goro) skýtá naleziště s významným množstvím tohoto kovu. Těžba niklu, kterou na ostrovech provádí několik společností (Eramet, SLN, Falconbridge, Inco, Argosy Minerals, QNI), představuje významný příspěvek do státního rozpočtu, současně má ale dopad na životní prostředí. Největším dolem je důl Goro s rezervami 120 milionů tun, ve kterém se nikl těží z lateritní půdy. Mezi další doly patří Tiebaghi, Thio, Koniambo, Kouaoua, Nepoui – Kopeto a Etoile du Nord.